# Verkiezingen voor het Europees Parlement 1994/Kandidatenlijst/CD
Hieronder volgt de kandidatenlijst voor de Europese Parlementsverkiezingen 1994 van de CD.

## De lijst
| Plek | Naam                                                   | Woonplaats    | Stemmen |
| ---- | ------------------------------------------------------ | ------------- | ------- |
| 1.   | Wilhelmina Berendina (Wil) Schuurman (1943)            | ’s-Gravenhage | 27.169  |
| 2.   | Gerard J.A. van der Spek (1948-2021)                   | Delft         | 1.567   |
| 3.   | ing. Michiel (Chiel) Koning (1918-2013)                | Dordrecht     | 1.325   |
| 4.   | J. (John) Groeneweg                                    | Rotterdam     | 860     |
| 5.   | Antonius A.J. (Toon) Poppe                             | Vlissingen    | 2.026   |
| 6.   | C.M. (Toos) Moesman (1930)                             | ’s-Gravenhage | 228     |
| 7.   | M.H. (Martin) de Regt (1962)                           | Utrecht       | 369     |
| 8.   | Willem (Wim) van Sitteren (1936)                       | Amsterdam     | 387     |
| 9.   | Pietje (Nel) Rieff-van der Pol (1943)                  | Rotterdam     | 286     |
| 10.  | P. (Peter) Kossen                                      | Groet         | 147     |
| 11.  | C. (Cees) Krommenhoek                                  | Schiedam      | 170     |
| 12.  | C.S. (Bas) Rietveld                                    | Hoorn         | 156     |
| 13.  | Gerardus Franciscus (Gerard) Rieff (1930)              | Rotterdam     | 132     |
| 14.  | drs. M.Th. (Mart) Giesen (194?-2023)                   | Zoetermeer    | 223     |
| 15.  | Eddy Derkink (1962)                                    | ’s-Gravenhage | 40      |
| 16.  | J.H. (Annie) van Elswijk                               | Rotterdam     | 148     |
| 17.  | Willem (Wim) Elsthout (1963)                           | Haarlem       | 250     |
| 18.  | Rudolf (Ruud) Snijders (1936)                          | Zoetermeer    | 51      |
| 19.  | C.W.J. (Cor) Rietveld                                  | Hoorn         | 80      |
| 20.  | Johannes (Jan) Stoops (1931)                           | ’s-Gravenhage | 33      |
| 21.  | Cornelis (Cor) Zonneveld (1954-1997)                   | Schiedam      | 274     |
| 22.  | Johannes Gerardus Hendrikus (Hans) Janmaat (1934-2002) | ’s-Gravenhage | 7.156   |